# Цифрове відео
Цифрове́ ві́део — це технологія представлення рухомих відео зображень у цифровій формі. Воно є відмінним від аналогового відео, що працює з відео зображенням у формі аналогових сигналів. Цифрове відео містить ряд цифрових зображень, що відображаються у швидкій послідовності. У порівнянні з цим, один із ключових методів аналогового відео, застосування кіноплівки, використовує фотографії, котрі проєктуються у швидкій послідовності. Стандартні формати кіноплівки, такі як 16 мм і 35 мм записують на швидкості 24 кадрів на секунду. Для відео, існує два основні стандарти частоти кадрів: NTSC, приблизно 30 кадрів на секунду та PAL — 25 кадрів на секунду.
Перше комерційне цифрове відео було представлено вперше у 1986 році компанією Sony, як формат D1, що дозволяв записувати нестиснене компонентне відео стандартної чіткості у цифровій формі замість аналогових широкосмугових форматів, що були звичними до цього часу.
Цифрове відео можна копіювати без втрати якості. При створені копій аналогового відео відбуваються втрати якості. Цифрове відео можна зберігати на жорстких дисках або транслювати через Інтернет для кінцевого користувача, який переглядатиме його на екрані персонального комп'ютера або за допомогою цифрового Smart TV. Зазвичай, цифровий відео-вміст, такий як телепередачі та фільми також містять доріжки із цифровим звуком.

## Історія
Починаючи з кінця 1970-их на початку 1980-их, декілька видів обладнання для виробництва відео були реалізовані як цифрові в плані їх внутрішньої роботи, наприклад, перетворювач часової розгортки (TBC) (такий як Цифровий Відео Процесор Thomson-CSF 9100, повністю цифровий у внутрішній структурі TBC представлений в 1980) і модулі, що створювали цифрові відео ефекти (DVE) (такі як Ampex ADO, і Nippon Electric Corporation (NEC) DVE). Вони працювали захоплюючи стандартне аналогове компонентне відео на вході і оцифровували його всередині. Так вони могли простіше або корегувати або підсилювати відео сигнал, а також у випадку з DVE, створювати ефекти відео. Оцифроване і оброблене відео знову перетворювалося в аналоговий формат на виході.

## Огляд
Цифрове відео містить послідовність ортогональних растрових цифрових зображень, які відображаються з постійною швидкістю. У контексті відео ці зображення називаються кадрами. Швидкість з якою показуються кадри виміряється в кадрах на секунду (FPS). Оскільки кожен кадр це ортогональне растрове цифрове зображення, вони складаються із растрових пікселів. Якщо зображення має ширину в W пікселів і висоту в H пікселів, тоді розмір кадру дорівнює WxH. Пікселі мають тільки одну властивість — колір. Колір пікселю задається фіксованою кількістю біт. Чим більше біт, тим більше варіацій кольору буде представлено. Це називається глибиною кольору (ГК) відео.
Наприклад, відео яке має тривалість (Т) в 1 годину (3600сек), розмір кадру 640x480 (WxH) з глибиною кольору 24біт і частотою кадрів 25fps, буде мати наступні властивості:
- кількість пікселів на кадр = 640 * 480 = 307,200
- кількість бітів на кадр = 307,200 * 24 = 7,372,800 = 7.37Мбіт
- бітову швидкість (БШ) = 7.37 * 25 = 184.25Мбіт/сек
- розмір відео (РВ) = 184Мбіт/сек * 3600сек = 662,400Мбіт = 82,800Мбайт = 82.8Гбайт

Найважливішими властивостями є бітова швидкість і розмір відео. Для них актуальними є наступні формули:
```
БШ = W * H * ГК * FPS
РВ = БШ * T = W * H * ГК * FPS * T
(одиниці вимірювання: БШ в біт/сек, W і H в пікселях, ГК в бітах, РВ в бітах, T в секундах)
```

Інші формули:
```
кількість пікселів на кадр
 = W * H

пікселів на секунду
 = W * H * FPS

біт на кадр
 = W * H * ГК
```

## Формати збереження

### кодування
Всі формати, що перелічені нижче, основані на PCM.
- CCIR 601 використовувався для станцій мовлення
- MPEG-4 стандарт для передачі великих обсягів відео онлайн і для запису у флеш-пам'ять
- MPEG-2 використовується для DVD, Super-VCD, і в багатьох форматах трансляції телебачення
- MPEG-1 використовується для відео CD дисків
- H.261
- H.263
- H.264 також відомий як MPEG-4 Part 10, або як AVC, використовується для дисків Blu-ray and some broadcast television formats
- Theora використовується для відео в Wikipedia

### Диски
- Blu-ray Disc
- DVD
- VCD